# Maureen Fiedler
Maureen Fiedler (* 31. Oktober 1942) ist eine US-amerikanische römisch-katholische Theologin und Autorin.

## Leben
Fiedler studierte römisch-katholische Theologie an der Georgetown University. Sie ist Mitglied der römisch-katholischen Ordensgemeinschaft Sisters of Loretto.
1984 unterzeichnete sie die Kampagne A Catholic Statement on Pluralism and Abortion. Fiedler ist seit 2002 Organisatorin des Radioprogramms Interfaith Voices.

## Werke (Auswahl)
- 1976: Sex and Political Participation in the United States: A Comparative Analysis of Masses and Elites
- 1998: Rome Has Spoken: A Guide to Forgotten Papal Statements, and How They Have Changed Through the Centuries (gemeinsam mit Linda Rabben)
- 2010: Breaking Through the Stained Glass Ceiling: Women Religious Leaders in Their Own Words